# أحمد سيكو توري
أحمد سيكو توري (9 يناير 1922 - 26 مارس 1984) كان رئيساً لغينيا منذ 2 أكتوبر 1958 بعد استقلالها.
انتدبته منظمة المؤتمر الإسلامي للقيام بجهود الوساطة من أجل السلام في الحرب العراقية الإيرانية (1980-1988) ولم تنجح مهمته. كانت أبرز أعمال توري أنه استطاع الحفاظ على حياد البلاد في السياسة الدولية، كما أنه كان مؤيدا لحركات الاستقلال الإفريقية. عمل قبل استقلال غينيا رئيسا لنقابة العمال في غينيا الفرنسية في حقبة الاحتلال الفرنسي. ظل في منصبه حتى وفاته.

## البداية
لعب أحمد سيكوتوري دورا هاما في مسيرة التحرر الإفريقي وهو مولود في قرية فرانا في التاسع من يناير 1922 لعائلة مسلمة ودرس في المدرسة القرآنية ثم في المدرسة الفرنسية في كوناكري (العاصمة) وفُصِل منها بسبب نشاطه السياسي إذ قام بقيادة إضراب نظمه الطلاب ضد إدارة المدرسة مما اضطره لمواصلة دراسته الثانوية ثم العليا بالمراسلة.

## نشاطه السياسي
دفع به نشاطه النقابي سريعا إلى دائرة الضوء السياسية بعدما رأس العمل النقابي في 1945، ثم أصبح سكرتيرا عاما لاتحاد نقابات عمال غينيا. انتخب سيكو توري عضوا في المؤتمر التأسيسي لحزب التجمع الإفريقي الديمقراطي وفي 1947 أسس الحزب الديمقراطي الغيني لتحقيق الاستقلال الوطني وقد تمكن سيكو توري خلال نضاله في عام 1953 من إجبار الاستعمار الفرنسي على تطبيق قانون العمل في غينيا إثر إضراب استمر «73» يوما.
في 1956 انتخب نائبا في الجمعية الوطنية الفرنسية ممثلا عن غينيا وأصبح رئيسا لغينيا في مثل هذا اليوم الثاني من أكتوبر 1958، وخلال حكمه قاد الشعب الغيني بنزاهة وإخلاص وظلت الجماهير تسانده في كل مراحل المحن والشدائد. رفض سيكو توري الاندماج الذي دعا إليه الجنرال ديجول في 1958 وفعل الشيء نفسه مع السوفييت عندما طرد سفيرهم من غينيا العام 1961[بحاجة لمصدر] لأنه رأى في الحضارة الأفريقية الأصيلة والحضارة الغربية شخصيتين مختلفتين تماما[بحاجة لمصدر]، وأن أي محاولة لإيجاد مجتمع مصطنع التركيب عن طريق المزج بينهما ليس سوى محاولة تتعارض مع الواقع لقد كان سيكوتوري أحد الوجوه التحررية البارزة في إفريقيا مع الزعماء عبد الناصر وكوامي نكروما وباتريس لومومبا. كان لسيكوتوري علاقات حميمة بالزعماء العرب وعلى رأسهم جمال عبد الناصر الذي سميت باسمه أكبر جامعة في غينيا وهي جامعة جمال عبد الناصر في كوناكري فضلا عن العلاقات المتميزة التي ربطت بين الشعبين المصري والغيني بفضل الزعيمين وقد حصل سيكوتوري على العديد من الجوائز اعترافا بدوره المتميز في القارة السمراء منها جائزة لينين للسلام في مايو 1961 وقلادة النيل من الرئيس الراحل جمال عبد الناصر أثناء زيارته لمصر في 1961 والدكتوراه الفخرية في التاريخ الإسلامي من جامعة الأزهر الشريف تقديرا لدوره وكفاحه ضد المستعمر في القارة الأفريقية. كان أحمد سيكو توري رئيسا محبوبا على الساحة الأفريقية أيضا وذلك لجهوده من أجل سلام واستقلال الدول الأفريقية فقد سُمّيت باسمه ثاني كأس لعبت عليها دوري أبطال أفريقيا.

## وفاته
توفي أحمد سيكو توري عام 1984 خلال عملية جراحية أُجريت له في كليفلاند (أوهايو، الولايات المتحدة)، ودُفن في حدائق مسجد كوناكري الكبير في غينيا.

## روابط خارجية
- أحمد سيكو توري على موقع الموسوعة البريطانية (الإنجليزية)
- أحمد سيكو توري على موقع مونزينجر (الألمانية)